# 亞蘇尼倡議
亞蘇尼倡議是指厄瓜多同意無限期地暫緩開發亞蘇尼國家公園中的油田開採以換取該石油儲備價值一半的外匯，而這等於國際社會必須持續提供36億美元的資金給厄瓜多，不過也可以使用各種等價的方式進行支付。其中亞蘇尼國家公園內部預計有8億4600萬桶的石油藏量，這相當等於目前已知出產石油國家開採量的20%。然而亞蘇尼倡議的訂定的目的則是為了保護生物多樣性、保障與世隔絕的當地原住民以及降低二氧化碳排放量等，並且在2010年8月3日於聯合國開發計劃署主導下以多方捐助的信託基金正式啟動。截至2011年年底為止，亞蘇尼倡議已經成功募集到1億美元的資金總額。而在2012年年初時，厄瓜多政府則宣佈會繼續推行亞蘇尼倡議的內容。

## 外部連結
- （西班牙文） YASUNI ITT
- （英文） NATIONAL GEOGRAPHIC MAGAZINE, JANUARY 2013 （页面存档备份，存于）
- （英文） SOS Yasuni
- （英文） Opinion: Yasuní and the New Economics of Climate Change （页面存档备份，存于）